# DKW F91
El DKW F91 fue una berlina del  Segmento D de tracción delantera fabricado por Auto Union AG. El coche fue un reemplazo del DKW F89 y fue presentado por primera vez en el Salón del Automóvil de Fráncfort en marzo de 1953 y se vendió hasta el año 1957. También tuvo la nomenclatura de Sonderklasse siguiendo el número de proyecto de la fábrica F91. Desde 1955, año en que el sucesor, el DKW F93 ya estaba vendiéndose, el predecesor se convirtió por lo tanto, en esencia, un modelo que «duro más de la cuenta», y se renombró simplemente como el DKW 900. El montaje tuvo lugar en las modernas instalaciones en la ciudad de Düsseldorf.

## Desarrollo
El F91 incorpora la carrocería del F89, de la cual se diferenció por algunos detalles. Respecto a los F89, éste era fácilmente reconocible por su rejilla delantera de cinco lamas horizontales y la cupé se caracteriza por una ventana trasera panorámica. Una variante cabriolé  de cuatro plazas también estuvo disponible desde el principio. Dentro de la cabina una de las diferencias más significativas fue el reloj cuadrangular proporcionado en el equipamiento estándar. El tablero estaba hecho de madera.
Las innovaciones más interesantes fueron las mecánicas: en primer lugar, debajo del capó el F91 finalmente se despide del antiguo motor de dos cilindros de origen F8 por un motor montado en el frente longitudinalmente tricilindrico de dos tiempos con un desplazamiento de 896 cm³. Se trata de un motor de 34 HP de potencia máxima y equipado con algunas características especiales, como el hecho de que había una bobina para cada cilindro.  Este aspecto constituyó un problema en los primeros ejemplares producidos, ya que su instalación requirió la intervención de personal técnico altamente especializado. El problema se resolvió en la segunda parte de la producción de automóviles F91.

## Variantes de carrocería
El F91 se presentó con una gama de carrocerías compuesta por una berlina de dos puertas con puertas de apertura frontal que supuestamente facilitaban el acceso, una versión cupé «sin parantes» primero visto en 1953, fue producido a partir de 1954, así como un cabriolé de dos y cuatro plazas con carrocería producida por Carrozzeria Karmann de Osnabrück. Además, había una versión combi de tres puertas, llamada «Universal» que continuó ofreciéndose sin cambios hasta junio de 1957, momento en el cual a los compradores de los sedanes se les había ofrecido el F93, una versión mejorada, durante dos años. En 1957 la versión combi «Universal» F91 pasó a ser el F94, ahora se incorporan muchas características introducidas dos años antes en los berlinas.
Las modificaciones llegaron progresivamente. La versión cupé había sido lanzada con una ventana trasera «panorámica» de tres piezas, y en 1954 apareció una ventana posterior similar en el sedán de dos puertas. La publicidad destacó características tales como un medidor de combustible y una luz interior que se podría configurar para que se encienda automáticamente cuando se abra la puerta.
- Sedán de dos puertas (1953-1955)
- Cupé sin parantes de dos y cuatro plazas (1954-1955)
- Combi «Universal» de tres puertas (1953-1957)
- Cabriolé de dos y cuatro plazas producida por Karmann (1953-1955)

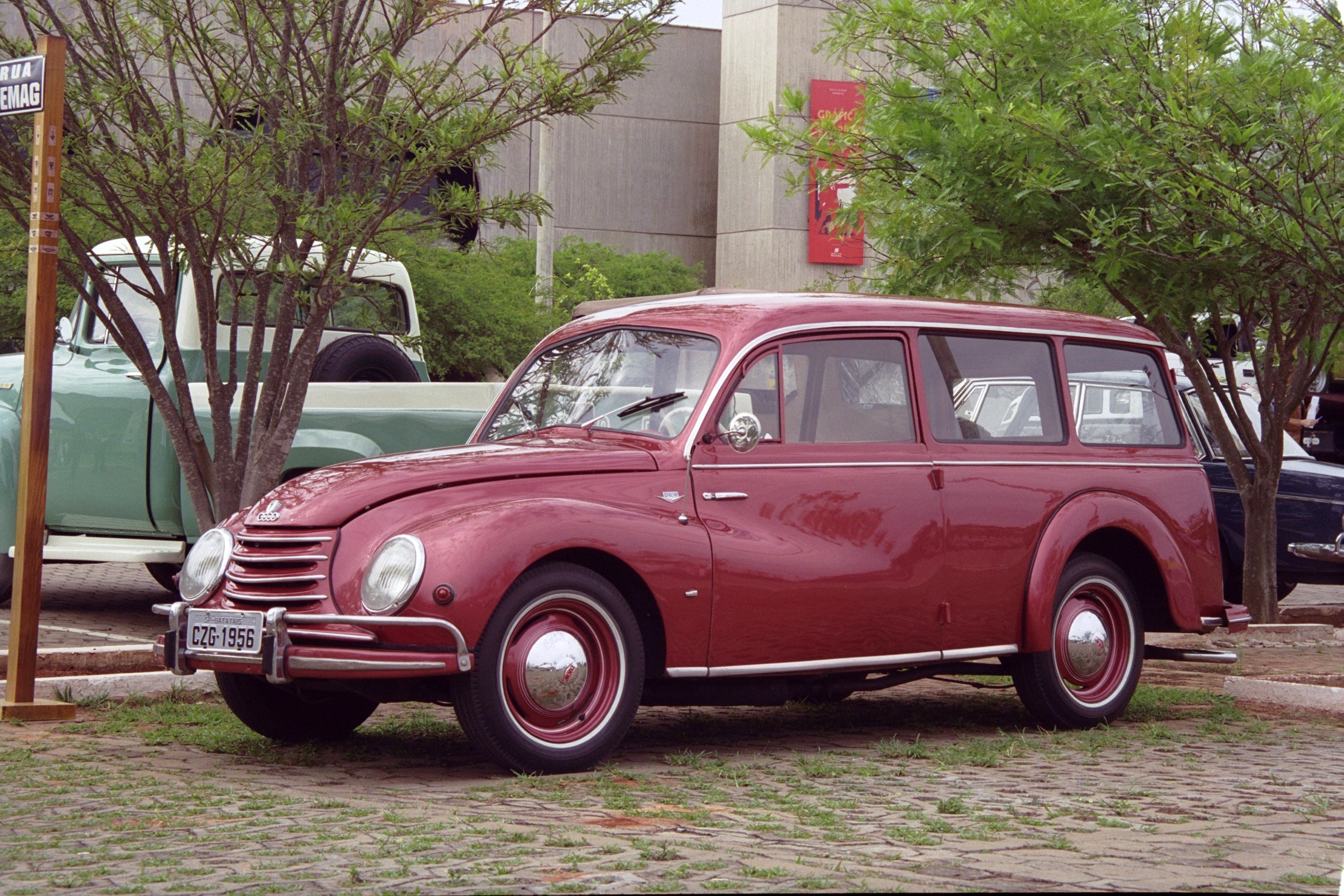
DKW F91 Universal
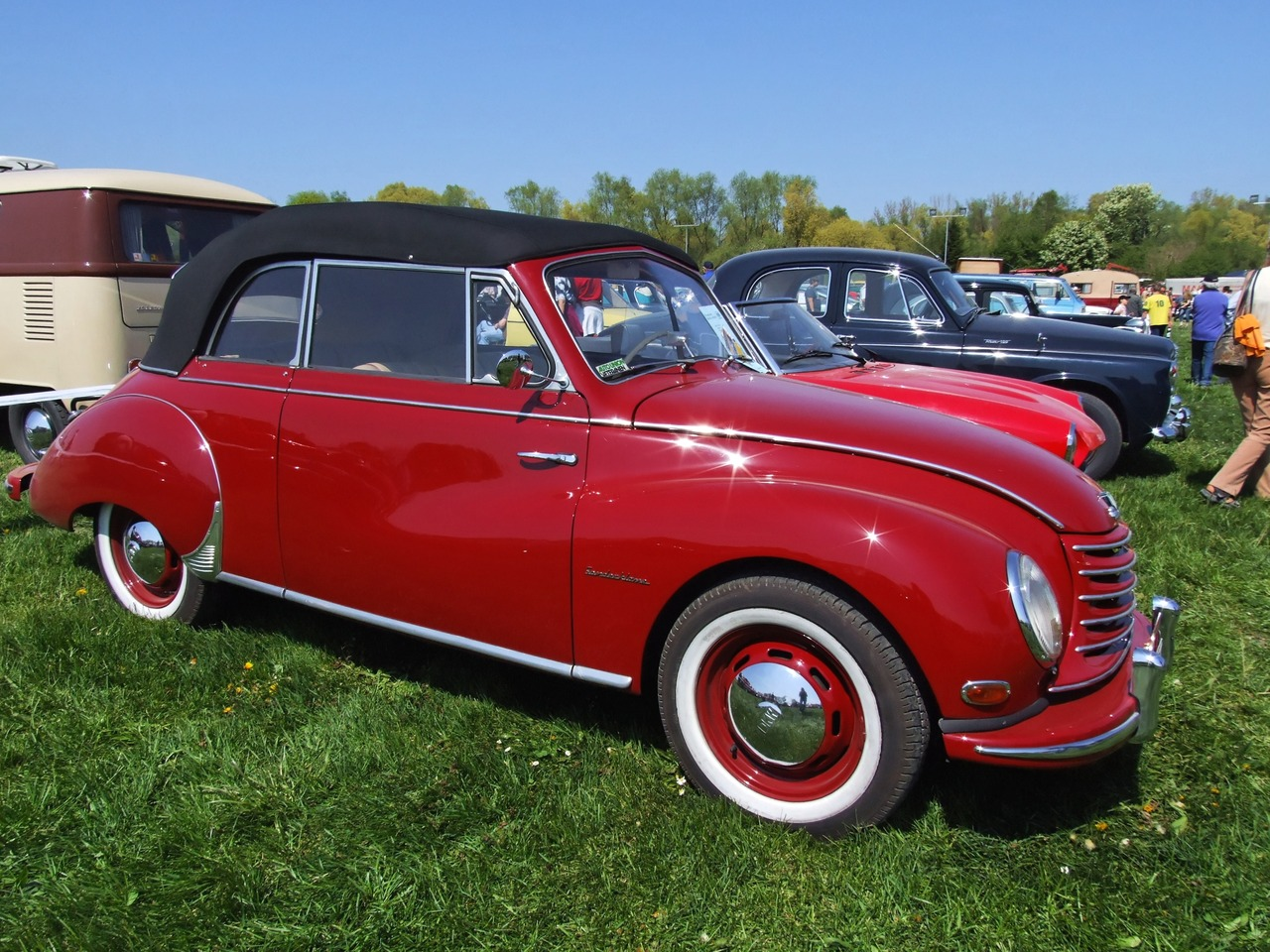
F91 Cabriolé 4 plazas
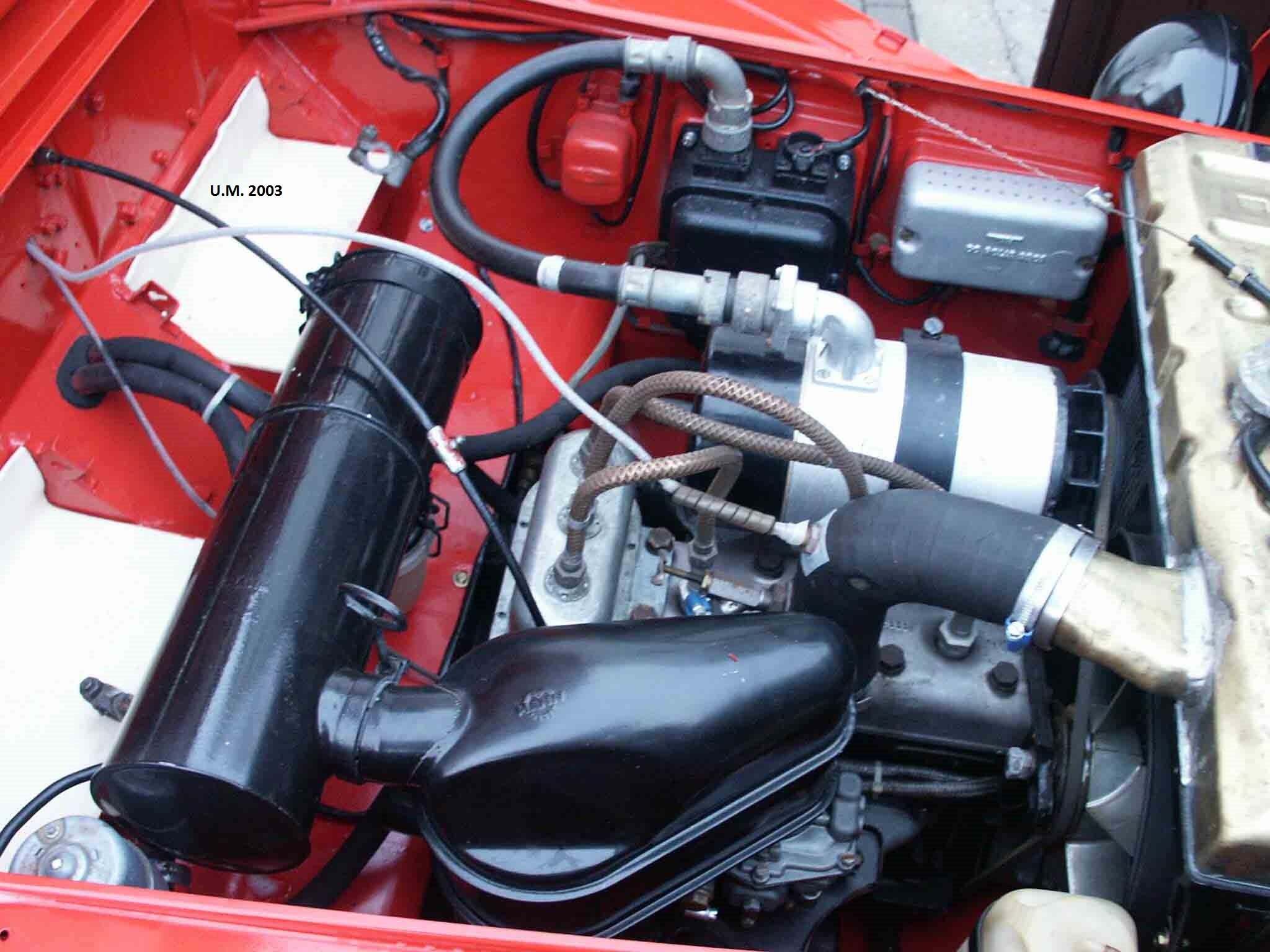
Nuevo motor tricilíndrico

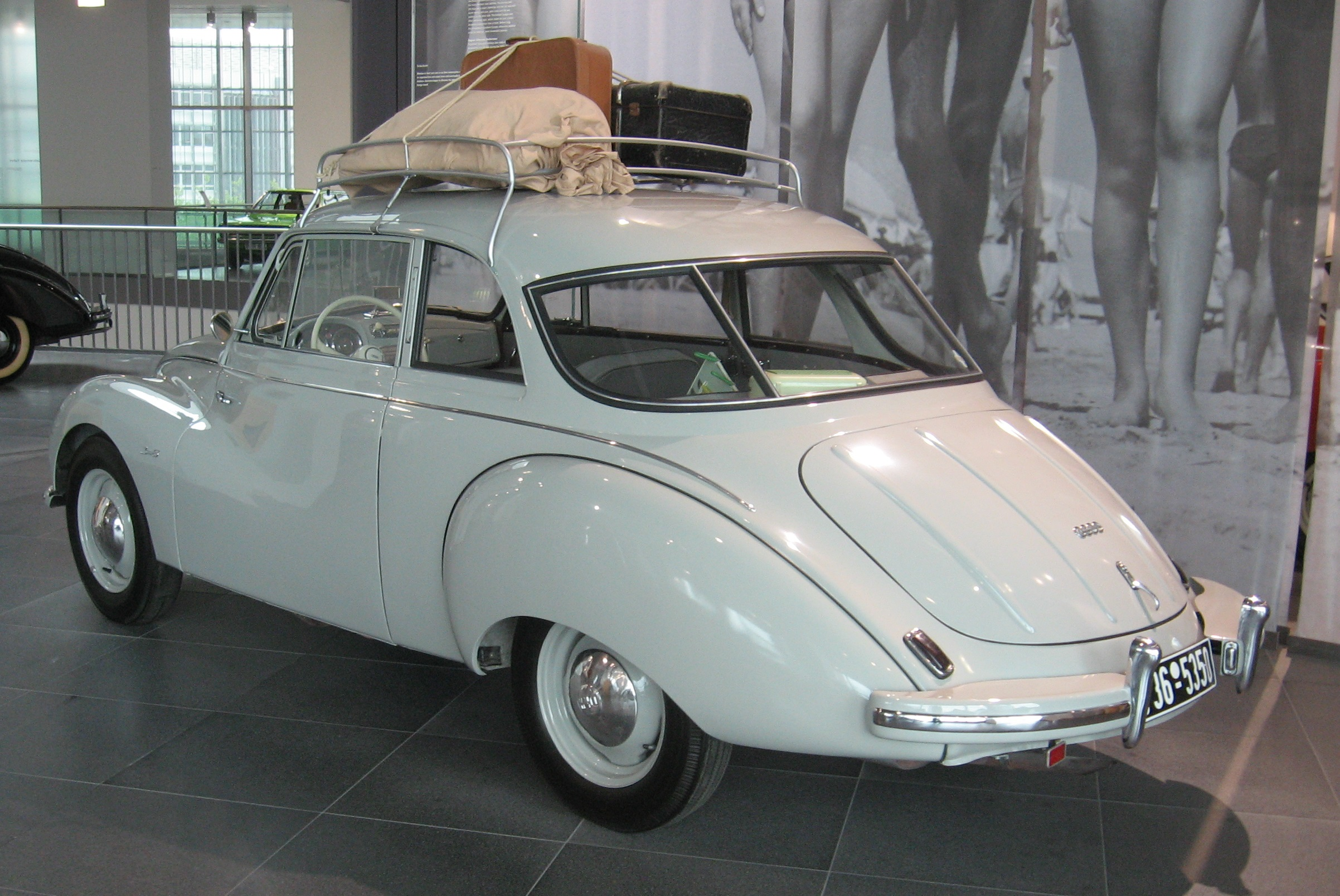
F91 Sedán
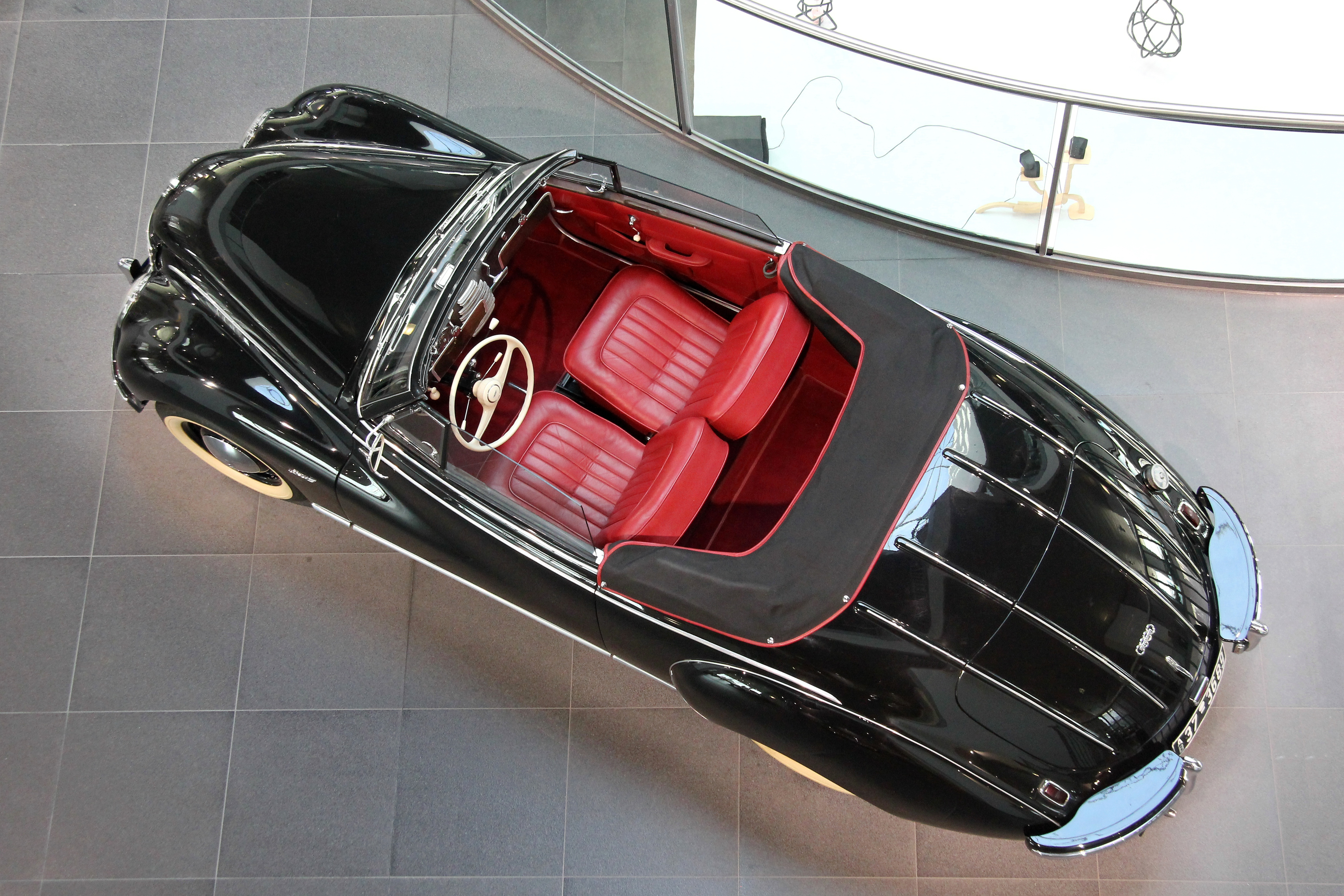
F91 Cabriolé 2 plazas
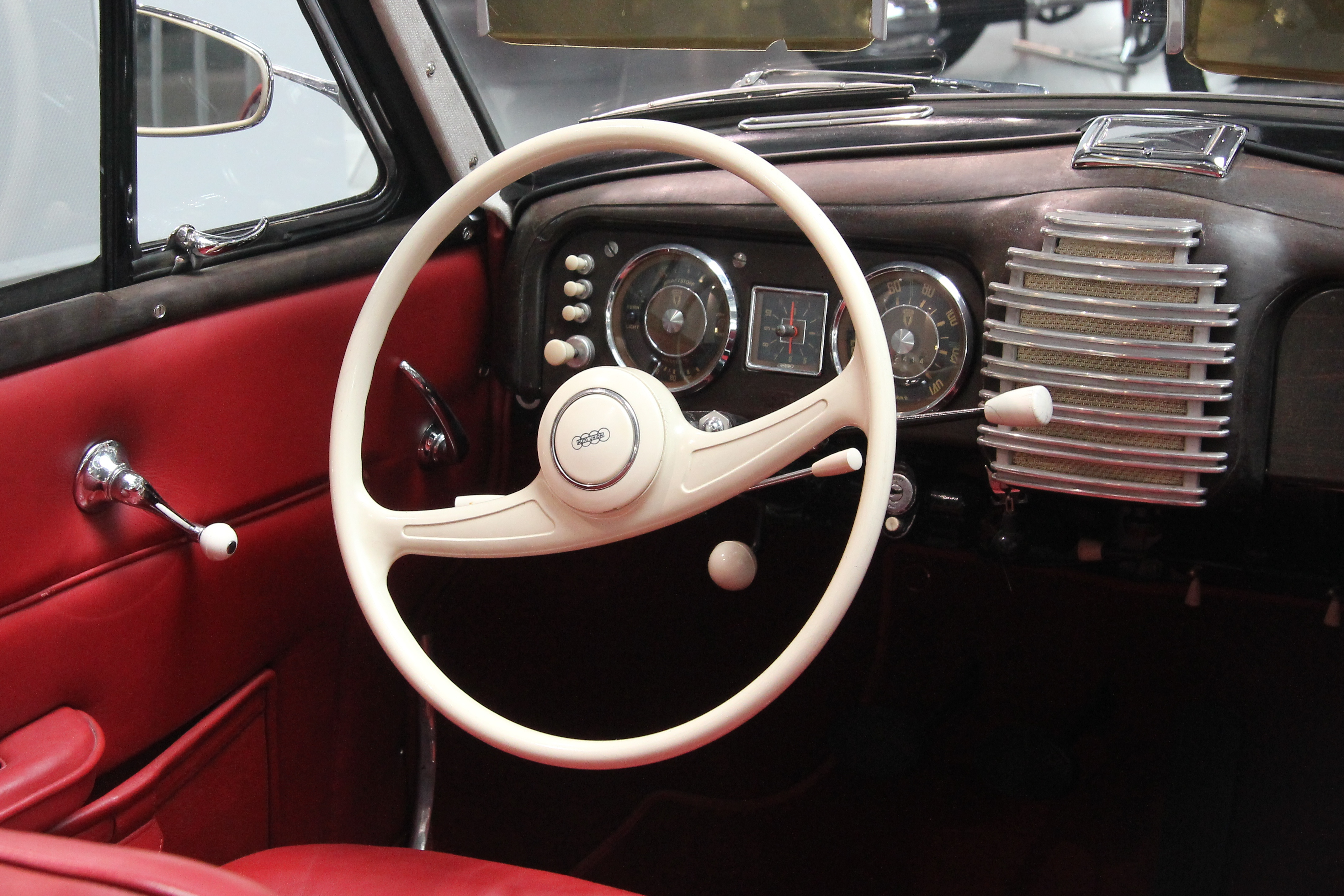
F91 Cabriolé interior

## Volúmenes de ventas
| Carrocería                     | Producción |
| ------------------------------ | ---------- |
| Sedán dos puertas              | 41 799     |
| Cupé de cuatro plazas          | 13 657     |
| Cabriolé de cuatro plazas      | 1 512      |
| Cupé de dos plazas             | 25         |
| Cabriolé de dos plazas         | 432        |
| Combi tres puertas (Universal) | 15 175     |
| Total                          | 72 600     |

## El F91 en Brasil
En Brasil, la empresa Vemag (Veículos e Máquinas Agrícolas S.A.), fundada en 1956, inició su actividad importando turismos y camiones de las marcas Studebaker y Scania. Después de mantener diversos contactos con Auto Union, en 1956 ambas empresas acordaron la fabricación bajo licencia del DKW F91 Universal (versión familiar), presentado en Brasil como DKW-Vemag Universal, esta camioneta, sin embargo, fue ensamblado en Brasil con partes importadas de Alemania, pero constituye un laboratorio para la producción local eficaz de los automóviles DKW-Vemag (DKW F94), que comenzará en 1958.